# Dzwonkówka szpiczasta
Dzwonkówka szpiczasta (Entoloma apiculatum (Fr.) Noordel.) – gatunek grzybów z rodziny dzwonkówkowatych (Entolomataceae).

## Systematyka i nazewnictwo
Pozycja w klasyfikacji według Index Fungorum: Entoloma, Entolomataceae, Agaricales, Agaricomycetidae, Agaricomycetes, Agaricomycotina, Basidiomycota, Fungi.
Po raz pierwszy takson ten opisał w 1838 r. Elias Fries, nadając mu nazwę Agaricus apiculatus. W 1981 r. Machiel Evert Noordeloos przeniósł go do rodzaju Entoloma. Pozostałe synonimy:
- Eccilia apiculata (Fr.) Sacc. 1887
- Rhodophyllus apiculatus (Fr.) Kühner & Romagn. 1953

Stanisław Chełchowski w 1889 r. nadał mu polską nazwę rumieniak szpiczasty, Władysław Wojewoda w 2003 r. zarekomendował nazwę dzwonkówka szpiczasta.

## Występowanie i siedlisko
W Polsce do 2025 r. jedyne stanowisko podał Józef Chełchowski w 1898 r. w Warszawie. Według W. Wojewody jest to takson niedostatecznie znany, rzadki gatunek, blisko spokrewniony z dzwonkówką strefowaną (Entoloma undatum), od której różni się kształtem i powierzchnią kapelusza. Uznał dzwonkówkę szpiczastą za gatunek w Polsce niepewny.
Grzyb naziemny, występujący na pastwiskach, polanach i różnych innych terenach zielonych. Owocniki od lata do jesieni.